# Austerlitz – Glanz einer Kaiserkrone
Austerlitz – Glanz einer Kaiserkrone ist ein französisch-italienisch-jugoslawischer Monumentalfilm aus dem Jahre 1960 über die Liebschaften und frühen Kriegserfolge Napoleon Bonapartes. Unter der Regie von Abel Gance spielte Pierre Mondy den Franzosenkaiser, eingerahmt von einer großen, internationalen Starbesetzung.

## Handlung
Der Film, über weite Strecken gestaltet gleich einem bunten Bilderbogen, umfasst die Lebens- und Regierungsjahre Napoleons von 1801 bis 1805. Im Vordergrund der ersten Hälfte stehen sein Aufstieg im französischen Machtapparat sowie seine Liebschaften mit verschiedenen Frauen, allen voran Joséphine de Beauharnais und Élisabeth de Vaudey. In der zweiten Hälfte des Streifens gewinnen Napoleons politische Manöver und seine militärischen Aggressionen immer mehr an Gewicht. Die abgehandelten, wichtigsten historischen Stationen sind der Frieden von Amiens (1802), die Kaiserkrönung Napoleons I. (1804), eine Begegnung mit dem amerikanischen U-Boot-Ingenieur Robert Fulton und die Schlacht bei Ulm (1805), die mit einem entscheidenden Sieg der Franzosen endet. Napoleon, der oftmals als impulsiver und aufbrausender Heerführer präsentiert wird, fordert mit seiner vorpreschenden Art nun endgültig die europäischen Großmächte Österreich und Russland heraus. Am 2. Dezember 1805 treffen die drei Armeen bei Austerlitz zur ersten Entscheidungsschlacht, die in einer verheerenden Niederlage der Österreicher und Russen endet. Die detaillierten, aufwendig gestalteten Schlachtszenen bestimmen das letzte Viertel dieses Films.

## Produktionsnotizen
Austerlitz – Glanz einer Kaiserkrone wurde vom 12. Oktober 1959 bis zum 26. Januar 1960 aus Kostengründen im koproduzierenden Jugoslawien gedreht. Das im Original nahezu dreistündige Spektakel wurde am 17. Juni 1960 uraufgeführt und ab dem 7. Oktober 1960 auch in Deutschland gezeigt. Dort war der Film auf 138 Minuten heruntergekürzt worden. Gance kehrte mit dieser ambitionierten Großproduktion thematisch zu seinem größten Triumph, dem Napoleon-Film von 1926, zurück.
Roger Richebé half Abel Gance bei der Regie. Jean Douarinou schuf die Filmbauten. Die zahllosen historischen Kostüme entwarfen Elisabeth Simon, Léon Zay und Ferdinand Junker.

### Synchronisation
Die deutschen Stimmen waren:
| Rolle              | Darsteller             | Synchronsprecher       |
| ------------------ | ---------------------- | ---------------------- |
| Napoleon Bonaparte | Pierre Mondy           | Klaus Höhne            |
| Josephine          | Martine Carol          | Gisela Trowe           |
| Carnot             | Jean Marais            | Siegmar Schneider      |
| Pauline Bonaparte  | Claudia Cardinale      | Marion Degler          |
| Alboise            | Michel Simon           | Eduard Wandrey         |
| Robert Fulton      | Orson Welles           | Arnold Marquis         |
| General Weyrother  | Jack Palance           | Gert Günther Hoffmann  |
| Lucien Bonaparte   | Rossano Brazzi         | Gert Günther Hoffmann  |
| Papst Pius VII.    | Vittorio de Sica       | Curt Ackermann         |
| Exelmans           | Guy Delorme            | Friedrich Schoenfelder |
| Ségur fils         | Jean-Louis Trintignant | Herbert Stass          |

## Kritiken
„Konventionell kurbelte der französische ‚Altmeister des Historienfilms‘, Abel Gance, in Jugoslawien die Dreikaiserschlacht herunter: Komparsenmassen unter dem Kommando von beiläufig einem Dutzend Stars, Breitwand und Farbe sowie ein Drehbuch, das sich stetigem Wechsel aus patriotischen Lesebuch-Anekdoten und indiskreten Kammerdiener-Memoiren speist. So erscheint Napoleon (Pierre Mondy) als der große Mann mit den kleinen Schwächen, der überragende Schlachtenlenker mit dem Faible für Schnupftabak. Die besten Leistungen vollbringen Titos Kavalleristen als Komparserie im Kampf auf beiden Seiten, vor allem aber für Jugoslawiens Devisenkasse.“

„Die angekündigten Stars (Cardinale, Carol, Caron, Marais, de Sica, Welles, Palance) führen nur ein Schattendasein um Pierre Mondy. Als Napoleon bemüht er sich möglichst authentisch um den Zeitabschnitt von der Kaiserkrönung bis zur siegreichen Schlacht von Austerlitz. Das Porträt ist dennoch nur halb geglückt. Die unzähligen Figuren um Napoleon haben nur undeutliche Rollenkonturen und verwirren, statt zu interessieren. In den Schlachtszenen überwiegen Atelierkulissen. Abel Gance wählte einen viel zu gewaltigen Goldrahmen für sein zu klein geratenes Historienbild.“

Im Lexikon des Internationalen Films heißt es: „Ein Bilderbuch über Napoleon, dessen kolossaler Aufwand nicht im Verhältnis zur formalen und geistigen Leistung steht. Abel Gance nimmt die Biografie des Korsen genau an dem Punkt auf, an dem sein berühmter Napoleon-Film (1925-27) zu Ende gegangen war; sie beginnt mit dem Friedensvertrag von Amiens 1802 und bricht drei Jahre später mit Austerlitz ab. Nur der erste, den erotischen Abenteuern des Helden gewidmete Teil enthält Spuren geistreich-amüsanter Ironie – das endlose Schlachttheater, das im übrigen stattfindet, bietet allenfalls die Gelegenheit, eine Legion von Stars in bunten Verkleidungen zu entdecken.“

„Mit seinen letzten Arbeiten, zwei kunterbunten Historien-Bilderbögen, wollte der Regisseur noch zweimal an seine Glanzzeit historischer Bilderbögen anschließen. Doch keiner der beiden äußerlich pompösen, inhaltlich jedoch hohlen, jeweils zweieinviertel Stunden langen Werke, ‚Austerlitz‘ und ‚Cyrano und d’Artagnan‘, besaß auch nur annähernd die inszenatorische Kraft von Gances einst wegweisender Hymne auf den korsischen Kaiser.“

Paimann’s Filmlisten resümierte: „Nach Persönlichem des großen Korsen und seiner Umgebung, in dem Mondy eine gute Figur macht, eine, unter nicht unbeträchtlichem Aufwand mit, möglicherweise historischen, aber nicht immer glücklich in den (synchron.) Dialog eingebauten Aussprüchen.“